# Roger Till
Roger Michael Till (ur. 4 września 1947 w Londynie) – brytyjski zapaśnik walczący w stylu wolnym. Olimpijczyk z Meksyku 1968, gdzie odpadł w eliminacjach w kategorii 70 kg.
Mistrz kraju w 1968 (69 kg).
- Turniej w Meksyk 1968

Wygrał z Ángelem Aldamą z Gwatemali, a przegrał z Klausem Rostem z RFN i Udeyem Chandem z Indii.